# 점양쥐돔
점양쥐돔(Acanthurus pyroferus)은 양쥐돔목 양쥐돔과에 속하는 물고기이다. 몸길이는 25cm로 중소형어류에 속한다.

## 특징과 먹이
점양쥐돔은 치어일 때와 성어일 때에 몸의 색깔이 다른 어종이다. 옐로우 미믹탱이라는 이름으로도 불리며 유어일 때는 노란색을 띄지만 성어가 되어가면서 고동색으로 바뀌게 되는 어종이다. 머리의 등쪽은 양눈의 부위에서 솟아오르며 입은 조금 튀어나와 있다. 지느러미는 푸른색을 하고 있으며 꼬리지느러미의 부근에는 어두운 색상의 띠가 나있다. 등지느러미는 다소 높고 꼬리지느러미는 유어 때는 둥글지만 설어가 되면서 초승달의 모양으로 변하여 윗조각과 아랫조각의 끝은 튀어나오게 된다. 또한 가슴지느러미의 위쪽 부위는 협부(isthmus:가슴과 목구멍의 중간에 해당되는 부위로서 아가미구멍의 사이에 해당되는 부분이다.)에서 귤색이 늘어나 반문을 가진다. 등지느러미와 뒷지느러미는 끝에 부분이 암갈색을 띄게 되고 꼬리지느러미의 끝애 부분은 노란색을 띄게 된다. 아가미뚜껑앞뼈가 없으며 아가미뚜껑의 바깥쪽에 가장자리를 따라 검은색의 띠가 나타나고 입의 주위로는 희미하게 폭이 좁은 흰색의 띠가 나타난다. 먹이로는 해조류를 포함한 바다의 수생식물들을 위주로 하여 새우 등의 갑각류도 같이 잡아먹는 초식성위주의 잡식성물고기가 된다 바닷물고기로서도 매우 아름다워 관상어로도 쓰이며 아쿠아리움에서도 쉽게 찾아볼 수가 있는 물고기이다.

## 서식지
점양쥐돔의 주요한 서식지는 태평양과 인도양이 있으며 일본의 남부와 마이크로네시아, 폴리네시아, 오스트레일리아에 가장 많은 개체수가 서식을 하고 있다. 수심 10~40m의 산호초나 해조류를 포함한 바다의 수생식물들이 가득한 암초지역에서 주로 서식하는 표해수대의 물고기이다.

## 같이 보기
- 양쥐돔목
- 양쥐돔과